# Југословенски народни покрет Збор
Југословенски народни покрет „Збор“ је био југословенски националистички, конзервативни и монархистички покрет који је у Љубљани 6. јануара 1935. основао Димитрије Љотић. Збор је под Љотићевим вођством заступао интегрално југословенство, национализам, ауторитарност, монархизам, антикомунизам, антикапитализам, антисемитизам, антимасонство, антииндивидуализам, антилиберализам, антидемократске ставове, српску православну етику и српски сељачки патернализам и аграризам.
Странка никада није уживала велику популарност у Краљевини Југославији, освојивши око 1% гласова на двема предратним изборима. Збор је покушао да ступи у савез са Немачком пре почетка Другог светског рата. Немачка је финансирала Збор најкасније од 1937. Странку је 1940. на кратко забранила Цветковићева влада 1940. Након пораза Краљевине Југославије у Априлском рату, странка се потпуно ставила у службу немачких окупационих снага и убрзо основала своју војно крило Српски добровољачки корпус за борбу против првенствено прокомунистичких партизана. СДК је био језгро војних снага Владе народног спаса на територији Територије војноуправног команданта Србије.

## Оснивање
Када је краљ Александар I Карађорђевић увео Шестојануарску диктатуру 6. јануара 1929. којим је распуштена Народна скупштина и све странке, окупио је присталице династије. Димитрије Љотић је потицао из породице која је имала чврста монархистичка убеђења, па га је краљ Александар поставио за министра правде у влади Петра Живковића. Љотић је 28. јуна 1931. поднео краљу нацрт новог устава. Предлог устава предвиђао је да народ бира своје заступнике општим тајним гласањем, док би кандидатуре одређивали представници професионалних, сталешких, културних и хуманитарних организација, а не политичке странке. Краљ је одбацио овај предлог устава, па је Љотић поднео оставку. Током опроштајне аудијенције 2. септембра 1931. краљ се сложио са Љотићевом идејом да отпочне рад на ширењу својих ставова, чије основе краљ иначе није усвојио, и замолио га да га извештава о резултату тог рада.
У краљевини су у то време деловали покрети одушевљени италијанским фашизмом и немачким нацизмом као што су Југословенска акција и Удружење бораца Југославије (Бојовници). Сличних погледа била је и група у Херцеговини која се окупљала око листа „ЗБОР“, а у коме су главну улогу имали Ратко Парежанин и Радмило Грђић. Парежанин је објашњавао смисао речи „ЗБОР“ на следећи начин: „ЗБОР је наша стара народна реч. Она је нешто слично што и сабор. Уједно, представља крилатицу од појмова који изражавају битне тачке програма, делатности и тежњи покрета. Према томе З значи здружена, Б значи борбена, О значи организација и Р значи рада (ЗБОР)." У то време почео је у Петровграду (данашњи Зрењанин) да излази лист под именом „Буђење“. Своју идеју о окупљању истомишљеника Љотић је спровео у дело писањем у листовима „Отаџбина“, „Буђење“ и „ЗБОР“. Први број „Отаџбине“ појавио се 25. фебруара 1934. године. Око „Отаџбине“ су се окупили многи виђенији људи попут лекара Стевана Иванића, др Чедомира Марјановића, адвоката Милана Аћимовића и инжењера Андрија Љоља.
На састанку у Загребу, 4. децембра 1934. године, водећу улогу у покрету добила је група око Димитрија Љотића. Сам покрет званично је био створен 6. јануара 1935. године у стану др Винка Зорца у Љубљани. Његово име било је Југословенски народни покрет ЗБОР (ЈНП ЗБОР). Председник покрета постао је Димитрије Љотић, први потпредседник др Јурај Коренић, лекар из Загреба, други потпредседник др Франк Кондоре, адвокат из Љубљане и генерални секретар Велибор Јонић, професор из Београда.
Мада је програмским начелима био сличан италијанским фашистима (сталешко уређење), Збор је увек наглашавао да је он самосвојан покрет који нема узоре ни у нацизму ни у фашизму. Николај Велимировић се сматра духовним инспиратором ЗБОР-а.

### Основна начела
Основна начела Југословенског народног покрета Збор била су:
| „ | 1. Срби, Хрвати и Словенци чине Југословенску народну, друштвену и духовну заједницу коју везује крвно сродство и осећање исте судбине. Југословенском народу као целини подређују се сви посебни интереси. 2. Вере које су везане за душу народа и изражавају његов поглед на свет и поуздање у Бога јесу битне духовне вредности. 3. Самосвојну југословенску културу у духу својих традиција и на основама човечности изграђује народ слободним стваралаштвом. Заштитник овог стваралачког стремљења је југословенска држава. Особеним духовним вредностима (језик, обичаји итд.) које поједини делови народа уносе у заједницу омогућује се несметан развитак. 4. Југословенска народна заједница мора имати у друштвеном погледу свој особни склоп који одговара њеном духу и њеним потребама. Дом као природна основица народна мора бити и друштвена основица народне заједнице. Село ће бити мерило југословенске друштвене политике. Рад мора бити дужност и право сваког појединца; друштвена корист рада одређује вредност и улогу у заједници. Приватна својина и капитал морају се подредити интересима целине. Слободна, појединачна или удружена прегнућа (иницијативе) првенствени су носиоци друштвене делатности, чији ће представници бити сталежи. Држава искључује потчињавање једног сталежа другом. 5. Југословенска привреда је целина чији су односи у међусобној зависности, основа јој је пољопривреда. Односе и развиће привреде одређује привредни план који ће утврђивати привредне групе уз сарадњу државе. 6. Краљевина Југославија је историјско-политичка неминовност и једино она омогућује опстанак и слободно развиће југословенских народа. Само у оним функцијама, које се односе на живот народа као целине, државна власт треба да буде централизована, у осталим изражена у самоуправи. Свака власт у држави мора бити потпуна и стварна. Исто таква биће и њена одговорност. Само краљ је неприкосновен. Народ ће учествовати у законодавству и вршити надзор над државном управом путем председништва који мора бити израз сталешког уређења и политичког схватања. | ” |

Статут покрета усвојен је 14. јулa 1935. године. Према статуту, органи ЈНП Збор били су: сабор, председник покрета, бановински одбори, организациона подручја, врховни одбор, среске скупштине и срески одбори и месне скупштине и месни одбори.
Југословенски народни покрет ЗБОР добио је и свој грб. На њему су били штит са класом и мачем. Покрет је усвојио и химну која се звала „Војска смене“. Једни друге су ословљавали са „друже“. Најчешћа парола била им је: „Са вером у Бога и победу Збора“. Званични орган покрета постао је лист „Отаџбина“, чији је тираж повећан.
Уједињен и организационо припремљен, ЗБОР-а је кренуо у политички живот ондашње Југославије.

## Збор и избори 1935.
За више информација о изборима погледајте Избори за народне посланике Краљевине Југославије 1935.
У исто време када је у Љубљани званично основан ЈНП ЗБОР расписани су избори за народне посланике и заказани за 5. мај 1935. године. Руководство ЈНП ЗБОР је донело одлуку о учествовању на изборима првенствено из процене да је народ дубоко незадовољан тренутним стањем у земљи. У круговима ЗБОР-а веровало се у добар изборни пласман. Формиран је Акциони одбор ЗБОР-а који је имао задатак да води предизборну кампању. Акциони одбор ЗБОР-а се у предизборној кампањи углавном позивао на ауторитет Димитрија Љотића, његове везе са династијом Карађорђевића и његово политичко поштење за време његовог учешћа у влади Петра Живковића. И поред великог заузимања и агитације ЗБОР је имао великих потешкоћа око истицања своје листе. Изборни закон је фаворизовао владајућу Југословенску националну странку (ЈНС). По њему је свака листа морала имати најмање 30 предлагача из једне половине административних срезова с тим да су ти срезови најмање две трећине бановина. Земаљска листа морала је имати у сваком изборном срезу најмање онолико кандидата колико се бира посланика. Мандат је добијао носилац земаљске листе која је добила преко 50.000 гласова у целој земљи, а листа која је имала највећи број гласова добила би три петине посланичких мандата. Како је ЈНП ЗБОР био још у фази оснивања, крупан недостатак представљао му је мањак организационог апарата.
У законском року, 19. априла 1935. године, предата је на потврду Касационом суду у Београду земаљска листа Димитрија Љотића која је имала посланичке кандидате и заменике у 234 среза у свих девет бановина са 8.190 предлагача, а у осталим срезовима су били само посланички кандидати и њихови заменици. У главном бирачком одбору земаљске листе Димитрија Љотића били су др Јурај Коренић, лекар из Загреба, и Аугуст Крамер, управник у индустрији из Љубљане, а њихови заменици др Стеван Иванић, директор Централног хигијенског завода из Београда и др Антун Новаковић, управник Земаљског савеза за пољопривредни кредит из Београда. Касациони суд је 21. априла 1935. године потврдио земаљску листу Димитрија Љотића.
Иако је Бошко Јевтић, носилац листе владајуће ЈНС, био Љотићев ратни друг и кум, његов режим је одмах почео са прогонима ЗБОР-а. Предизборне скупове ЗБОР-а ометали су и представници власти и комунисти. Притисак против ЗБОР-а био је већи него на листу Удружене опозиције.
На изборима 5. маја 1935. године листа Димитрија Љотића добила је 25.705 гласова или 0,84%, што није било довољно ни да Димитрије Љотић као носилац листе добије мандат. Љотићева листа је по бановинама добила следећи број гласова:
- у Дравској 2.503
- у Савској 2.351
- у Врбаској 128
- у Приморској 1.049
- у Дринској 1.482
- у Зетској 1.683
- у Моравској 805
- у Вардарској 968
- у Дунавској 14.349
- у изборној јединици Београд-Земун-Панчево 387 гласова.

Што се тиче избора уопште од укупно 3.908.313 уписаних у бирачке спискове гласало је 2.881.915 бирача или 73,72%. Од тога је за владину листу ЈНС Богољуба Јевтића гласало 1.748.024 гласача или 60,64% за листу Удружене опозиције др Влатка Мачека 1.075.389 гласача или 37,36% и за листу Божидара Максимовића 32.797 гласача или 1,16%.
На изборне резултате имали су примедбу Акциони одбори и Удружене опозиције и ЗБОР-а. Акциони одбор ЗБОР-а је тврдио да је ЗБОР на изборима добио још 35.000 гласова (укупно око 60.000 гласова), да су многи гласови опљачкани, а да су многи гласачи спречени да дају свој глас. Велики број злоупотреба забележен је у Београду. Удружена опозиција је тврдила да је на изборима било много злоупотреба и решила да не узме учешћа у раду изабране Скупштине.
Изборни резултати су, ипак, показали да је ЗБОР Димитрија Љотића добио релативно мало гласова, осим у Дунавској бановини (посебно у околини Смедерева) и Дравској бановини где је у народу почео да пушта корене БОЈ. У осталим бановинама није било ни устаљених локалних одбора ЗБОР-а, па се бољи резултати нису ни могли очекивати.

## Збор и Конкордатска криза
Иако је Богољуб Јевтић однео победу на изборима одржаним 5. маја 1935. године, он се није још дуго задржао на челу Владе. На том месту га је 24. јуна 1935. године заменио Милан Стојадиновић. Између Стојадиновића и Љотића постојала је јака нетрпељивост. Она је кулминирала када је Милан Стојадиновић на седници Скупштине 23. јула 1937. године успео да протури ратификацију Конкорадата. (Конкордат представља уговор између одређене земље и Ватикана који регулише статус римокатолика у тој земљи.)
Овај уговор са Ватиканом изазвао је у југословенској јавности опште приговоре због повлашћивања католичког клера и давања Ватикану нарочитих предности према државној власти. Конкордат је подржала владајућа Југословенска радикална заједница (ЈРЗ), која је настала од дела Југословенске народне странке, Словенске људске странке и Југословенске муслиманске организације, Римокатоличка црква у Југославији и мањи део Хрватске сељачке странке. Против Конкордата стајала је Српска православна црква (СПЦ), представници удружене опозиције (Хрватска сељачка странка, Самостална демократска странка, део Радикалне странке и Земљорадничка странка), Југословенска национална странка и Комунистичка партија Југославије. Против ратификације споразума био је и ЈНП ЗБОР. Димитрије Љотић је овом проблему прилазио као узорни православац и интегрални Југословен. Као верник Српске православне цркве Љотић се није слагао да једна конфесија у истој држави има већа права него остале. Овај став подударао се са ставом СПЦ да су њени витални интереси овим уговором угрожени. То никако није значило да је ЈНП ЗБОР своју политику подређивао интересима СПЦ. У редовима ЗБОР-а било је доста римокатолика који су такође сматрали да потписивање Конкордата хрватски народ у Југославији клерикализује и да је овај чин у супротности са интересима Хрвата у Југославији.
Када се у мају 1937. године спремао Стојадиновић да иде у Рим и Берлин да проучи Мусолинијево и Хитлерово дело Љотић је писао: „Ми нисмо фашисти. Ни наша мисао фашизам. Сто пута смо то казали и доказали. Иако Стојадиновић иде у Рим да копира фашизам, или у Берлин да копира хитлеризам, он нашу мисао не узима, већ туђу."
У тим супротностима око Конкордата заталасала се јавност, нарочито у Београду. На глас да Стојадиновићева влада припрема ратификацију Конкордата у Скупштини, дошло је на више места до демонстрација против владе и клерикалних акција у вези са Конкордатом. Против Конкордата је устао и врх Српске православне цркве. За главног предводника борбе врха СПЦ сматрао се тадашњи патријарх Варнава. Како је он управо усред најжешћих сукоба око Конкордата оболео, у јавности су кружиле гласине да је отрован по налогу владе. У таквим околностима, врх СПЦ је одржао молебствије за патријархово оздрављење 19. јула 1937. поворка предвођена епископима СПЦ кренула је ка средишту Београда. Ту се литији прикључило више хиљада Београђана. Чланови ЈНП ЗБОР учествовали су у овој литији као грађани и као православци. По налогу тадашњег министра унутрашњих дела Антуна Корошеца, католичког свештеника, жандармерија је потиснула литију према Саборној цркви. При овој интервенцији жандармерије дошло је до жестоке туче између грађана, учесника у литији, и жандарма, који су сурово батинајући грађане претукли и неколико епископа СПЦ, од којих је најгоре прошао епископ шабачки Симеон Станковић. Више црквених барјака, рипида и митри страдало је у овом обрачуну. Нови талас огорчења изазвала је вест да је сутрадан умро патријарх Варнава. Димитрије Љотић се, на вест о „крвавој литији“ обратио верницима у цркви Светог Ђорђа у Смедереву. У свом обраћању оштро је осудио употребу силе према свештенству и грађанима и још једном позвао посланике у Скупштини да не ратификују Конкордат.
И поред огромног притиска јавног мњења Скупштина је усвојила предлог ратификације Конкордата и послала га на коначну ратификацију Сенату. Када је влада почетком 1938. године покушала да ратификује Конкордат у Сенату, поново је избило незадовољство у јавности, па је Стојадиновић коначно био принуђен да 21. јануара 1938. обавести Архијерејски сабор да је „овај и овакав законски предлог дефинитивно скинут са дневног реда“. Овакав след догађаја допринео је даљем хлађењу односа између Димитрија Љотића и Милана Стојадиновића, који ће завршити Љотићевим хапшењем.

## Збор против Милана Стојадиновића
Долазак Милана Стојадиновића на чело владе Краљевине Југославије 24. јуна 1935. године значио је недвосмислено приближавање југословенске политике и дипломатије силама Осовине. Када је дошао на власт Стојадиновић је обећавао да ће решити „хрватско питање“ и лошу економску ситуацију у земљи. Иако је као политичар припадао десној опцији, Стојадиновић се није слагао са Љотићем ни по једном од тадашњих кључних политичких питања. Шта више, од првог дана своје владавине Стојадиновић се свом жестином свога апарата бацио на ЗБОР и на његове чланове. У својој брошури „Порука фашистичком шегрту“ (Милану Стојадиновићу) Љотић је писао: „ЗБОР-у се, заиста, већ рад не да. У месецу јуну и јулу, од пријављених 212 зборова дозвољена су свега два, док су сви остали забрањени. Наши листови, да би могли излазити, морају да се штампају хајдучки. Ништа нас неће изненадити ако Стојадиновић испуни своју реч па нам и сам рад забрани."
Да је Милан Стојадиновић имао намеру да забрани рад ЗБОР-а види се из једне изјаве у којој каже: „ЗБОР је излишан. И да знате: кад бисте испунили све законске формалности, и више од тога, рад вам неће бити одобрен. ЗБОР мора бити забрањен! Сви други могу радити. Може Удружена опозиција: то су стара господа коју пуштам да раде слободно, наређујем да моји листови о њиховим састанцима пишу, па кад интересовање код света порасте, а ја само боцнем иглом, а оно цео њихов рад спласне наочиглед света, као дечји балон кад се пробуши. Али ЗБОР не може, јер то што ЗБОР хоће — и ја хоћу, а отуда ЗБОР-у нема места. Ја ћу најесен имати омладину униформисану и војнички обучену. А потом на изборе."
Димитрије Љотић је исцрпно доказивао и показивао да Милан Стојадиновић нити може нити хоће оно што је ЗБОР хтео. Стојадиновић је покушавао да подржава фашизам и националсоцијализам, али са погрешном проценом, пошто они нису настајали, као покрети, декретима одозго, него су израсли и јачали одоздо. Када се у мају 1937. године спремао Стојадиновић да иде у Рим и Берлин да проучи Мусолинијево и Хитлерово дело Љотић је писао: „Ми нисмо фашисти. Ни наша мисао фашизам. Сто пута смо то казали и доказали. Иако Стојадиновић иде у Рим да копира фашизам, или у Берлин да копира хитлеризам, он нашу мисао не узима, већ туђу“. Стојадиновић је, у међувремену, преко режимске штампе, Љотића етикетирао као човека који на скуповима глуми фирера и, како он каже, „када би још само имао политичку униформу са ременом и знаком „Љ“ потпуно би имитирао Хитлера“. Љотић му је на својим зборовима узвраћао називајући га вођом ненародне владе и оптужујући га да је и он учествовао у завери против краља Александра.
Прогони ЗБОР-а су настављени, вршена су хапшења. Ухапшен је био и Димитрије Љотић, али рад и активност ЗБОР-а није замрла. У фебруару 1938. године, док су још трајали прогони ЗБОР-а, писао је Димитрије Љотић на адресу Милана Стојадиновића: „О, Милане Стојадиновићу, како си пак мала памет! Сва власт коју имаш и сва средства којима располажеш не могу нас спречити да идемо својим путем — путем ЗБОР-а. Забрањивао си нам зборове и листове. Хвала ти. Сам те Бог учи да нас оштриш. Јер нема ништа без преоштра мача. И ти нам га кујеш на ватри огромне борбе и оштриш на тврдим препрекама које нам постављаш на сваком кораку. Поручио си нам да ћеш нам забранити рад, да ћеш растурити ЗБОР. Ко је то још стихије могао свести у мала кориташца? Мисао ЗБОР-а је израсло из природе ствари, развила се пред твојим очима, пустила гране на све стране, нарочито међу омладином. И све твоје забране неће бити у стању спречити вихор наше младости надахнуте искуством. А растурити ЗБОР? Ти ниси у стању да растуриш бивше политичке организације, које по закону не постоје, и које животаре ту и тамо, а како мислиш да ЗБОР растуриш!
Дана 10. октобра 1938. године распуштена је Народна скупштина, а нови избори расписани су за 11. децембар исте године. Ови избори требало је да покажу колика је стварна политичка снага Милана Стојадиновића, али истовремено и колико је народ имао поверења у његове опоненте, који су указивали на све недостатке и грешке његове политике.

## Збор и избори 1938.
За више информација о изборима погледајте Избори за народне посланике Краљевине Југославије 1938.
Након што је 10. октобра распуштена Народна скупштина, расписани су избори за 11. децембар 1938. године. На самом почетку предизборне кампање Милан Стојадиновић је 18. октобра издао налог за хапшење руководства ЗБОР-а на челу са Димитријем Љотићем. Органи Управе града Београда упали су 26. октобра на састанак руководства ЗБОР-а у Његошевој улици бр.1 и ухапсили 32 збораша, међу којима и Димитрија Љотића. Присталице ЗБОР-а одмах су штампале летак у коме је писало: „Не заборавите да је крвави и пљачкашки режим ратног забушанта Милана Стојадиновића бацио у тамницу једног од најпоштенијих грађана Југославије, народног борца и мученика, ратника, носиоца листе ЈНП ЗБОР друга Димитрија Љотића." Због овог поступка праве предизборне кампање ЗБОР-а скоро да није било. Ипак, под притиском јавности, Димитрије Љотић и руководство ЗБОР-а ускоро су пуштени. Представници Удружене опозиције понудили су изборну сарадњу ЗБОР-у. Ова понуда значила је да га политичари из Удружене опозиције не сматрају фашистом. Након дужег колебања, Љотић је одлучио да поднесе самосталну листу.
Своју предизборну кампању Љотић је базирао на критици Милана Стојадиновића. У једном предизборном летку ЗБОР је оптужио Милана Стојадиновића за потписивање Конкордата, смрт патријарха Варнаве, распад Мале Антанте и убиство краља Александра. У једном другом летку Димитрије Љотић је бирачима поручио: „Самостално иступам зато што једини ја хоћу:
1. да уведем у Народну скупштину више од двеста сељака и седамдесет радника и занатлија по еснафима као народне посланике
2. да са овим људима на чијим раменима почива ова држава донесем најбоље законе за сиротињу и најшире народне слојеве
3. да извршимо правилну расподелу пореза јер је ово неправилно решење коштало имовине и живота толико наших синова
4. да обезбедимо што сваки сељак и радник морају имати за живот а да му се не сме запленити за разне дажбине као што је до сада чињено да скапава од глади
5. да ограничимо докле се може ићи у богаћењу и да капитал дозволимо само у домаћој индустрији као неопходност за развој исте
6. да извршимо пренос капитала у домаће руке
7. да вратимо у државу народни капитал
8. да укинемо министарске пензије на 518 министара колико их сада народ плаћа
9. да изведемо на суд и осудимо свакога који је оштетио народну и државну имовину
10. да се једаред зацари правда и поштење у овој држави. Ко хоће права честитог човека, доброг краља и недељивост Југославије, нека приступи нашем покрету“.

На изборе 11. децембра 1938. године изашле су три листе: Листа југословенске радикалне заједнице са Миланом Стојадиновићем као носиоцем листе, Листа Удружене опозиције са Влатком Мачеком као носиоцем и Листа ЗБОР-а са Димитријем Љотићем као носиоцем. Од 4.080.256 бирача на изборе је изашло 3.039.041 гласач (74,48%). Према званичним подацима листа Југословенске радикалне заједнице добила је 1.643.783 гласа (54,09%). Листа Удружене опозиције 1.364.524 гласа (44,9%) и Листа ЗБОР-а освојила је 30.734 гласа (1,01%). Према тадашњем изборном закону владина листа је добила 306 посланика у Скупштини, док је Листа Удружене опозиције добила 67 посланика. Листа ЗБОР-а остала је без посланика у Народној скупштини.
Листа ЈНП ЗБОР добила је по бановинама: у Дравској 1.132 гласа, у Дринској 3.806, у Врбаској 1.071, у Приморској 2.387, у Вардарској 133 гласа, у Савској 2.137, у Моравској 802, у Зетској 1.041, у Дунавској 17.291 и у изборној јединици Београд, Земун, Панчево 510 гласова.
И представници Удружене опозиције и представници ЗБОР-а имали су велике примедбе на ток избора, а посебно на резултате. И поред тога што је однео изборну победу Милан Стојадиновић није остао на власти јер је освојио релативно мало гласова у односу на оно што се очекивало. Смењен је 4. фебруара 1939. године, а нову владу је формирао Драгиша Цветковић. Смернице његове политике биле су решавање „хрватског питања“ и тачно одређивање курса спољне политике Југославије. И по једном и по другом питању Димитрије Љотић опонирао је новој влади као и старој.

## Решавање хрватског питања
За више информација погледајте Бановина Хрватска
Договором између Драгише Цветковића и Влатка Мачека 26. августа 1939. године дошло је до склапања такозваног „хрватско-српског“ споразума. У овом споразуму договорено је стварање бановине Хрватске, која би обухватала територије дотадашњих бановина Савске и Приморске, као и део Зетске, Врбаске, Дринске и Дунавске бановине. За првог бана Хрватске бановине изабран је доктор Иван Шубашић. За узврат, представници Хрватске сељачке странке ушли су у владу Краљевине Југославије а Влатко Мачек је постао њен потпредседник.
Два дана касније, 28. августа ЈНП ЗБОР је издао саопштење по овоме питању. У саопштењу је речено: „Ни овим споразумом господин Мачек није могао бити натеран да призна Југославију за своју земљу, нити да јој призна судбински карактер, нити да призна судбинску повезаност Хрвата са Србима и Словенцима. Највише што је пристао да каже јесте да је Југославија „најбољи јемац независности и напретка Срба, Хрвата и Словенаца“. Истина пак која сваком разумном бићу мора пасти у очи јесте да је Југославија једино, а не најбоље спасење наше. Јер без ње Хрвати и Словенци сигурно и потпуно, а Срби делимично губе своју независност. Али то господин Мачек није хтео или могао признати, јер би онда самим тим престала динамичност хрватског питања, а на то тешки хрватски грех неће и не може пристати. Колико пак вреди споразум рађен под таквим околностима, о томе нећемо говорити: то ће сутрашњица да каже“.
Пошто у штетност споразума од 26. августа није успео да убеди владу, Димитрије Љотић се окренуо намеснику кнезу Павлу. Затражио је аудијенцију у којој би кнеза Павла упозорио на опасност у којој се налазила Југославија. Пошто је кнез Павле три пута одбио да га прими, Димитрије Љотић му је у току 1940. године упутио три отворена писма, која су изазвала велико интересовање у јавности. Ова писма су уједно била пуна критике на рачун кнеза Павла, што ће имати велике последице по будућност ЗБОР-а.
У првом отвореном писму послатом 22. фебруара 1940. године Љотић је критиковао тада у народу наговештавану смену курса политике у правцу Француске и Уједињеног Краљевства. Образложење за овај став Љотић је правдао чињеницом да ове земље нису заштитиле ни Пољску ни Финску, а ни Србију 1915. године, иако су јој за то биле довољне само три дивизије. Друга критика односила се на рђаво стање унутар монархије. Сама идеја монархије је, по Љотићу, била у кризи, па се налазила у дефанзиви са малим бројем бранилаца. За то је превасходно кривио споразум од 26. августа. Предлагао је да се у војним оперативним јединицама налазе само Срби и хрватски и словеначки добровољци, а да остали буду само у радним четама.
Пошто је кнез Павле поново одбио да га прими, Љотић је отпочео жестоку политичку кампању против њега. Оптуживао га је да попушта федерализму. У писму се даље каже: "Више сте учинили за бољшевизирање Југославије, Височанство, него Јосиф Висарионович Џугашвили звани Стаљин. Данас народ лудује за „Русијом". Држава му је дала за пример. Предложио је кнезу Павлу да уради следеће:
1. да пресече пут бољшевизацији и расулу
2. да прекине одмах са хрватским експериментом
3. да изврши ново формирање оперативне војске.

Један од првака Збора у Загребу, адвокат др. Здравко Ленац, убијен је 10. априла 1940.
При нападу Италије на Грчку октобра 1940. године Љотић је инсистирао на заузимању става дубоке неутралности. Највероватније под његовим утицајем, армијски генерал Милан Недић, који је тада био на дужности министра војске и морнарице, предао је 1. новембра 1940. године влади Цветковић-Мачек такозвани меморандум о стању у Југословенској Краљевској Војсци. Такође је тражио од владе политику дубоке неутралности. Кнез Павле је брзо реаговао. Већ 8. новембра Милан Недић је био принуђен да поднесе оставку на свој министарски положај, а стављен је и под присмотру. Следио је нови потез југословенских власти, повучен 24. октобра, када је одлуком председника владе и заступника министра унутрашњих послова Драгише Цветковића, забрањено постојање ЈНП ЗБОР, а при томе је одобрење од 8. 11. 1935. године о начелном допуштању за оснивање овог покрета стављено ван снаге.
За повод је искоришћен сукоб између студената збораша и комуниста на Техничком факултету у Београду 23. октобра 1940. године.

## Забрана Збора
За упознавање прилика у којима се све ово одиграва, неопходно је поменути неколико чињеница. Италијанска авијација је 5. новембра бомбардовала Битољ. Тиме се земља нашла пред вратима рата. У таквој ситуацији и тензији, која је последица избијања рата између Италије и Грчке, група англофилски оријентисаних југословенских политичара (др Михаило Константиновић, др Бранко Чубриловић и др Срђан Будисављевић) извршила је притисак на принца намесника Павла (такође англофила) да елиминише све евентуалне пронемачке елементе. И пре догађаја на Техничком факултету државне власти су својим среским надлештвима наложиле да провере аутентичност потписа при оснивању општинских организација ЗБОР-а. У случају да ови потписи нису у складу са законом или их се потписници одричу, општинске организације требало је да буду забрањене. Управа Града Београда извршила је претрес Главног тајништва покрета ЗБОР у Његошевој улици 3. новембра. Избацила је из просторија све чланове и без икаквог писменог решења запечатила просторије и испред њих поставила жандарме.
У току октобра и новембра 1940. године полицијске власти похапсиле су више од 160 чланова ЗБОР-а. Између осталих, ухапшени су: Ратко Живановић, старешина Омладине ЗБОР-а, инг Сименон Керечки и Владимир Ленац, чланови Врховног старешинства „Белих орлова“, др Велимир Даниловић, председник Месног одбора ЗБОР-а у Београду, и други. Југословенске власти нису се усудиле да ухапсе и самог Димитрија Љотића, али су помно пратиле његово кретање. Ускоро је забрањена свака посета Димитрију Љотићу, а у његов стан уселили су се агенти. Када је Љотић протестујући тражио да му се саопшти да ли је ухапшен или није, одговорено му је да је слободан, али да се по наређењу тако мора поступати. Љотић је одмах напустио свој стан и отишао у Смедерево. Агенти полиције су га и тамо пратили. Међутим, по извештају агената управнику Града Београда, Љотић је већ пре 15. новембра „нашао начина да се изненада изгуби у непознатом правцу." По причи сведока, полицијске агенте који су вршили надзор над Љотићевом кућом успео је да заговори један збораш, тадашњи познати фудбалер. Док су се они одушевљавали догодовштинама са утакмица репрезентације, Љотић је изашао. Уточиште је нашао у једном женском манастиру у Срему. Управник Града Београда је 15. новембра послао радио-телеграм свим банским и полицијским управама и обавестио их да се Димитрије Љотић удаљио у непознатом правцу: „Умољавате се да наредите подручним властима да се за именованим енергично трага. У случају проналаска, ставите га под јаку стражу и о томе најхитније обавестите Управу Града Београда“. Разлог свога бекства Љотић је правдао информацијом да је југословенски режим желео да га се реши тако што ће га послати у душевну болницу на посматрање.
Пошто је у судском поступку доказано да не постоји никаква законска форма којом би били, због догађаја на Техничком факултету, збораш били осуђени (јер су се борили против припадника једне забрањене странке) оптужба је преформулисана. ЗБОР је оптужен за велеиздајничко деловање. Против овог покрета формулисане су три оптужбе: 1) да је у сарадњи са министром Војске Миланом Недићем припремао државни удар да би се оборио тадашњи режим и завео десничарски режим који би се наслањао на силе Осовине, 2) да је радио на отцепљењу дела државне територије, 3) да је примао новац из Немачке.
Међутим, због неозбиљног доказног материјала до процеса није ни дошло. Збораши су у затворима малтретирани и тучени, а пошто није доказана превратничка завера збораши су делом протерани а делом упућени у концентрациони логор Брус (власти су то називале принудним боравком). Тамо су провели три месеца и најзад отерани у концентрационе логоре „радних батаљона“ у Сребреницу, Ивањицу и Смедеревску Паланку. Последњи од збораша пуштен је на слободу тек 1. априла 1941. године.
Занимљиво је да се, и поред забране, билтен ЈНП ЗБОР штампао и био достављан лично кнезу Павлу, члановима владе и Управи Града Београда. У време највећег прогона збораша Димитрије Љотић је 25. децембра 1940. године упутио кнезу Павлу и треће писмо пуно горчине због поступања власти према ЗБОР-у. И ово писмо је остало без икаквог утицаја на став кнеза Павла. Прогон збораша је трајао све до пуча 27. марта 1941. године.

## 27. март
Пошто је Крунски савет 23. марта овластио председника владе Драгишу Цветковића да потпише приступање Тројном пакту, овај је то и учинио 25. марта у Бечу.
Димитрије Љотић изнео је том приликом своје мишљење везано за овај догађај: „Спољна политика Југословенске владе водила је земљу низбрдицом, а та низбрдица завршила је амбисом. На ивици овога амбиса израсло је дрво што се зове Пакт. И Кнез, који је крив што је земља била на низбрдици, у последњем тренутку ухватио се за дрво које се зове Пакт. И сада он заједно са нама виси над провалијом и прима честитања што није пао у провалију. Они који раде против Пакта лако ће то дрво престругати, али и кнез ће онда пасти у провалију, али и сви ми, и ви сви, заједно са њим. Политичка последица тога биће расуло државе“.
У писму које је Димитрије Љотић 26. марта упутио епископу жичком др Николају Велимировићу и епископу далматинском др Иринеју Ђорђевићу (обојица су лично били против приступању Југославије Тројном пакту) Љотић их моли и опомиње: "… Према томе ја вас молим и преклињем да се са ваше стране не чине овакве ствари које ће нас све бацити у пропаст. Када је већ Пакт потписан, тражите од Кнеза да одмах дође на чело једна права, пуна чврстине и ауторитета влада која ће са једне стране Пакт поштовати, а са друге народу улити поверење да ће слобода и независност бити сачуване. Ако се о ову молбу оглушите па продужите антипактовски рад, онда ћете на своја леђа натоварити сву одговорност за слом државни и народни, и пред Богом ћете испасти као они људи који траже славу не код Бога него код људи“.
Када је овај апел био у рукама епископа, у Главној команди ваздухопловства у Земуну, довршаване су последње припреме за извршење пуча. Група југословенских официра је у ноћи између 26. и 27. марта извршила преврат. Влада и намесништво су свргнути, а на престо је доведен малолетни Петар II Карађорђевић. У преврат је активно била умешана британска обавештајна Управа за специјалне операције (СОЕ), и то углавном преко пробритански оријентисаних политичара који су партиципирали у тадашњој власти.
Димитрије Љотић је, на почетку, сматрао да је пуч усмерен искључиво против Кнеза Павла, па се оваквом следу догађаја није противио. Ношен таквим размишљањем представник ЗБОР-а, пензионисани пуковник Милош Масаловић, дошао је у просторије нове владе и, у име ЗБОР-а, честитао ступање на престо Његовог Величанства Краља. Влада је Масаловића одмах реактивирала и поставила за команданта пешадијског пука Краљеве гарде. Љотић је у први мах прихватио савет епископа др Николаја Велимировића да уђе у нову владу. Позив на улазак у владу упутио му је и генерал Богољуб Илић.
Ни Љотић, ни други чланови ЗБОР-а нису првога дана били упознати са намером мењања политичког курса од стране генерала Душана Симовића. Када је пуч добио ново и стварно значење промене курса политике, Љотић је повукао своје одобрење око уласка у нову владу. Други разлог његовог не уласка у владу било је енергично противљење пробритански оријентисаних политичара у новој влади (Бранка Чубриловића и Михаила Константиновића). Касније су истакнути припадници ЗБОР-а давали различите изјаве о 27. марту. Збораш Станислав Краков говорио је да је пуч од 27. марта био непотребан, кобан, чак и злочиначки. Други љотићевац др Димитрије Најдановић рекао је да нема чуднијег датума у нашој историји од 27. марта: „Чудан је по глупости својој, политичкој глупости. Политичка глупост је ограниченост политичког видика и одсуство политичке визије“.
Политичке последице пуча 27. марта 1941. године постале су кобне за Краљевину Југославију. На њену судбину датум 27. март ударио је завршни печат.

## Други светски рат
За време немачке окупације Србије, Збор је била једина странка којој је дозвољен рад. Кад је 30. априла 1941. шеф Управног штаба Харалд Турнер образовао Комесарску владу“, на челу са Миланом Аћимовићем, два од десет „комесара“ (инж. Милосав Васиљевић и др Стеван Иванић) били су чланови Збора. Сам Љотић је био сива еминенција која није учествовала у влади, мада је био „изванредни комесар за обнову Смедерева“ разрушеног у експлозији муниције. Када је избио устанак у Србији који је организовала КПЈ, једна од првих одлука Владе народног спаса Милана Недића је била да се образују војни одреди од чланова и присталица Збора, претече Српског добровољачког корпуса, у јачини од 120 људи. Припадници ових формација су називани „љотићевцима“ јер је Димитрије Љотић имао јак утицај на мобилизацију, формирање и борбени дух, и мада није био командант, био је идејни вођа и главни официр за морал. Неколико збораша је учествовало у раду Недићеве владе, у Специјалној полицији и другим органима квислиншке власти.

## Истакнути чланови
- Димитрије Љотић, оснивач и идеолог
- др Јурај Коренић, загребачки лекар, потпредседник
- др Фран Кондоре, љубљански адвокат, потпредседник
- Велибор Јонић, генерални секретар, министар просвете и вера у Влади народног спаса
- Михаило Олћан, министар народне привреде у Влади народног спаса
- Ратко Парежанин, новинар и књижевник
- Митрофан Мишулић, монах у манастиру Хиландар
- Јован Радојичић, монах у манастиру Хиландар
- Димитрије Најдановић, теолог и књижевник
- Добривоје Ћилерџић, православни свештеник, отац епископа Андреја Ћилерџића
- Марисав Петровић, командант другог пука Српског добровољачког корпуса, носилац изборне листе у Срезу крагујевачком